# The Lamp Still Burns
The Lamp Still Burns é um filme de drama romântico britânico de 1943, dirigido por Maurice Elvey e estrelado por Rosamund John, Stewart Granger e Godfrey Tearle. Foi baseado no romance One Pair of Feet, de Monica Dickens. 

## Elenco
- Rosamund John como Hilary Clarke
- Stewart Granger como Laurence Rains
- Godfrey Tearle como Sir Marshall Freyne
- Sophie Stewart como Christine Morris
- Cathleen Nesbitt como Matron
- Margaret Vyner como Pamela Siddell
- John Laurie como Sr. Hervey
- Joan Maude como Irmã Catley
- Mignon O'Doherty como Irmã Tutor
- Leslie Dwyer como Siddons
- Wylie Watson como Diabetic Patient
- Eric Micklewood como Trevor
- Joyce Grenfell como Doutor Barrett
- Ernest Thesiger como Chairman
- Brefni O'Rorke como Lorrimer
- Aubrey Mallalieu como Rev. J. Ashton